# Hydrophis semperi
Hydrophis semperi är en ormart som beskrevs av Garman 1881. Hydrophis semperi ingår i släktet Hydrophis och familjen giftsnokar och underfamiljen havsormar. Inga underarter finns listade i Catalogue of Life.
Arten är namngiven efter den tyske zoologen Karl Semper.
Denna orm förekommer endast i sjön Taal vid staden med samma namn (Filippinerna). Honor lägger inga ägg utan föder levande ungar. Ormen bett är giftigt.
Troligtvis dödas några exemplar som bifångst under fiske. Beståndet hotas även av vattenföroreningar. IUCN kategoriserar arten globalt som sårbar.